# Cyphon ochreatus
Cyphon ochreatus es una especie de coleóptero de la familia Scirtidae.

## Distribución geográfica
Habita en América del Norte.